# Бусько-Здруй
Бусько-Здруй (пол. Busko-Zdrój) — курортне місто на півдні Польщі. Адміністративний центр Буського повіту Свентокшиського воєводства. Столиця Буського повіту та центр ґміни Бусько-Здруй. Відомий вже у ХІІ столітті як Бузьк, у ХІІІ столітті як Буськ. За кількістю жителів посідає сьоме місце у Свентокшиському воєводстві. У 1975–1998 роках належав до Кельцеського воєводства. За однією з версій назва міста походить від старих слів, співзвучних 'bog', 'bug', 'bagno', що позначало обводнену болотисту територію заплави річки. Місто лежить в регіоні Понідзє (Ponidzie, басейн річки Ніда).  
Місто є відправною точкою червоної туристичної стежки, що веде до Солець-Здруй. Лікувальні напрямки санаторіїв міста досить різноманітні. У Бусько-Здруй лікують такі захворювання: ревматологічні, неврологічні, серцево-судинні, дерматологічні, ортопедичні дитячі та дорослі, дитячий церебральний параліч.

## Природні умови

### Географічне положення
Бусько-Здруй розташований в південній частині Свентокшиського воєводства, за 50 км на південь від Кельців та за 80 км на північний схід від Кракова. Він розташований у регіоні Понідзє (через нього протікає річка Ніда), на Гарбі Войчансько-Пінчовському (підвищення до 330 м над рівнем моря).

### Клімат
Бусько має низинний клімат з континентальним характером. Кліматичний комфорт охоплює близько 39% днів у році, кількість «жарких і спекотних» днів – 13%, «дуже холодних» – менше 1,5%. Середньорічна температура повітря 7,8 °С, максимальна амплітуда температури 60 °С. Кількість сонячних годин велика – 1151. Річна відносна вологість повітря коливається від 71% до 80%.

## Демографія
Демографічна структура станом на 31 березня 2011 року:
|          | Загалом | Допрацездатний вік | Працездатний вік | Постпрацездатний вік |
| -------- | ------- | ------------------ | ---------------- | -------------------- |
| Чоловіки | 7942    | 1372               | 5596             | 974                  |
| Жінки    | 9178    | 1351               | 5474             | 2353                 |
| Разом    | 17120   | 2723               | 11070            | 3327                 |

## Люди, пов'язані з містом
- Дєршко — лицар, у другій половині XII ст співвласник буського поселення, засновник костелу і монастиря премонстрантів в Бусько.
- Ян з Буська — краківський, гнєзненський, познанський і влоцлавський канонік, коронний віце-канцлер, королівський секретар, в 1360-1368 роках представник короля Польщі Казимира III Великого у папському дворі в Авіньйоні.
- Войцех Белон — співак і поет
- Анджей Бжухал-Сікорскі — капельмейстер оркестру I бригади польських легіонів Юзефа Пілсудського, ймовірно, автор музики до маршу I бригади — Ми, перша бригада.
- Евґеніуш Будзиньскі — убитий в Катині, лікар в Бусько-Здруй, будівничий і власник пансіонату «Sanato».
- Вацлав Чьмаковскі — підполковник AK, псевдонім «Srogi», з травня 1940 по серпень 1944 командир округу Бусько «Borsuk».
- Войцех Дворчик — публіцист, мандрівник, репортер
- Ґжеґож Ґзил — театральний актор
- Богдан Ґлуховскі — інженер, політик, посол до сейму X каденції.
- Анджей Імоса — польський велосипедист та інструктор
- Кристина Ямроз — оперна співачка
- Ядвіґа Качоровска — мати президента Ришарда Качоровського, протягом багатьох років жила у дочки в Бусько-Здруй, тут також знаходиться її могила.
- Зенона Куранда — медсестра, посол до сейму ПНР VII i VIII каденцій.
- Яцек Куза — адвокат, гравець у дисципліні кастинг (рибальство), чемпіон світу, член національної збірної.
- Маґдалена Куза — гравець у дисципліні кастинг (рибальство), найбільш титулована спортсменка в історії польської риболовлі, зважаючи на всі дисципліни цього виду спорту.
- Liroy (Пйотр Мажец) — польський хіп-хоп-виконавець, актор i композитор
- Іренеуш Мазур — тренер із відбиванки, свою тренерську кар'єру починав в AKS Busko
- Михальський Олександр Октавіанович — видатний геолог, виявив і розпочав використання нових лікувальних вод, що дозволило осучаснення та подальший розвиток курорту.
- Константи Міодовіч — політик, посол до сейму
- Ян Морич — польський громадський діяч, солдат Батальйонів хлопських.
- Осадчук Богдан — український публіцист i новинар, радянолог, дослідник історії Центральної та Східної Європи. В Бусько-Здруй i Казімежа-Велика перебував зі своєю родиною після початку Другої світової війни.
- Божентина Палка-Коруба — воєвода Свентокшиського воєводства від 29 листопада 2007 року
- Тадеуш Папір — прозаїк, публіцист i репортер
- Ян Рак — політик, польський громадський діяч, буський староста.
- Фелікс Рачковскі — професор, видатний польський композитор і органіст
- Марек Сікора — актор театру, кіно і телебачення, театральний, телевізійний і оперний режисер, хореограф.
- Шимон Старкєвіч (1877—1962) — педіатр, першопроходець комплексної реабілітації дітей у Польщі
- Анета Сускєвіч — сценограф і художник по костюмах кіно і театру
- Войцех Свянткєвіч- канонік, професор Вищої духовної семінарії в м. Кельці, ректор римо-католицької парафії в Бусько-Здруй.
- Адам Танскі — польський політик і економіст, двічі був міністром сільського господарства
- Станіслав Висоцкі — проектант i головний інженер будівництва Варшавсько-Віденської залізниці

## Міста-побратими
- Штайнгайм
- Сіґетсентміклош
- Спеккія
- Хаукіпудас
- Хмільник[4]